# Dysdera lucidipes
Dysdera lucidipes là một loài nhện trong họ Dysderidae.
Loài này thuộc chi Dysdera. Dysdera lucidipes được Eugène Simon miêu tả năm 1882.